# Beta Horologii
Désignations
Beta Horologii (en abrégé β Hor), est la troisième plus brillante étoile de la constellation australe de l'Horloge. Elle est faiblement visible à l'œil nu avec une magnitude apparente visuelle de 4,98. Sur la base des mesures de parallaxe effectuées par le satellite Gaia, elle est située à environ ∼ 312 a.l. (∼ 95,7 pc) du Soleil. Elle s'éloigne du Soleil à une vitesse radiale de +24 km/s.
Beta Horologii est une étoile géante solitaire de type spectral A3/5 III(m). C'est une étoile chimiquement particulière suspectée de type à raies métalliques. Beta Horologii a une vitesse de rotation relativement élevée avec une vitesse de rotation projetée de 115 km/s, lui donnant une forme aplatie avec un bourrelet équatorial qui est environ 10 % plus grand que le rayon polaire. Elle possède environ 1,40 fois le rayon du Soleil, elle émet 63 fois la luminosité du Soleil et sa température effective est de 8 303 K.